# Colonie artistique de Stone City

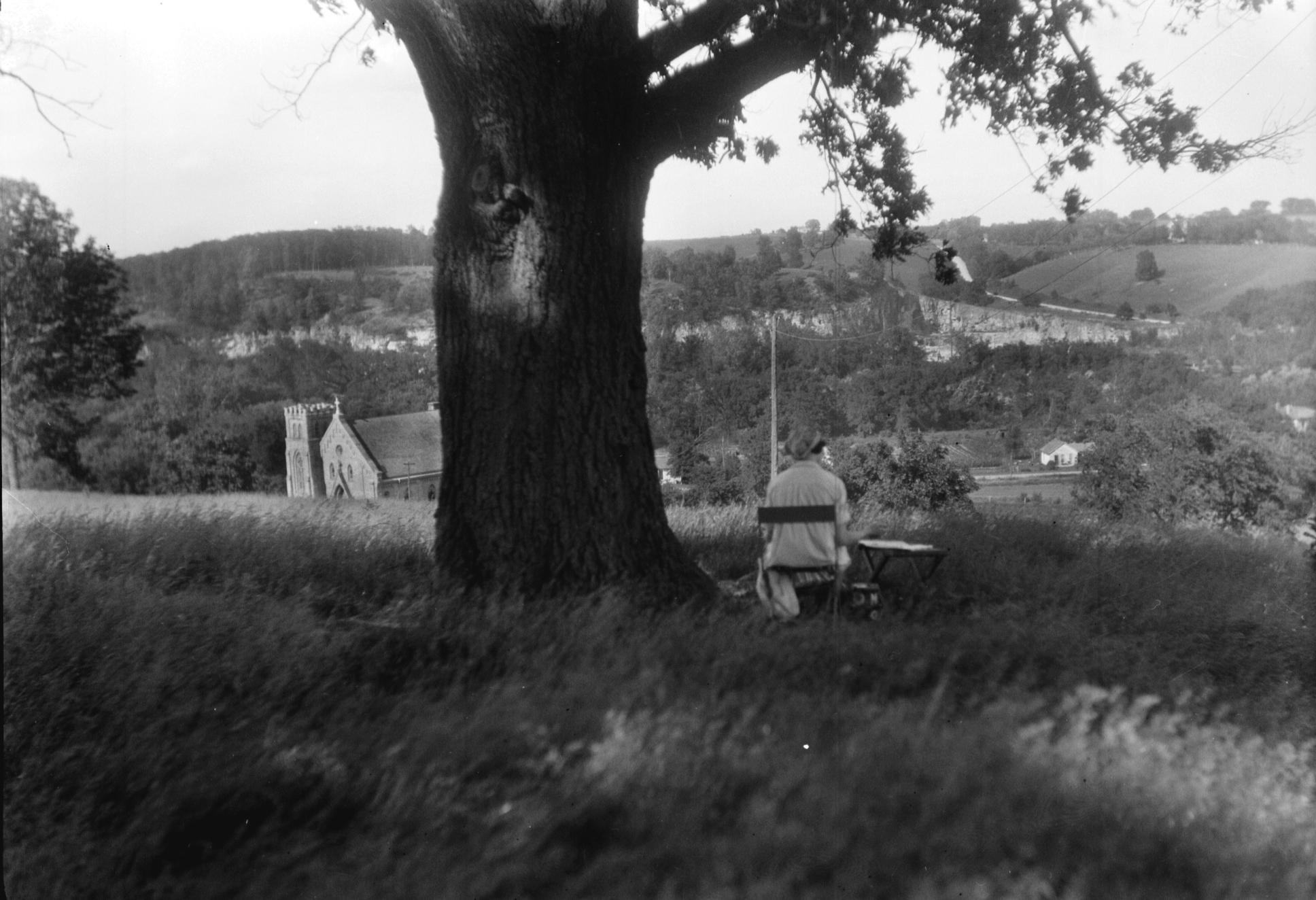
Un artiste peignant un paysage. Photographie en noir et blanc, Stone City, Iowa

La colonie artistique de Stone City (Stone City Art Colony) est une colonie d'artistes qui a été fondée aux États-Unis par Edward Rowan, Adrian Dornbush et Grant Wood. Elle s'est réunie à la résidence de John Green située à Stone City (Iowa) pendant les étés 1932 et 1933.

## Histoire
C'est Edward Rowan, directeur de la Little Gallery de Cedar Rapids, qui est à l'origine de cette colonie avec Adrian Dornbush, ancien directeur du Flint Institute of Art et enseignant à la Little Gallery, et un peintre local, Grant Wood, qui allait devenir célèbre. Rowan attire l'attention de la Carnegie Foundation qui investit 1000 dollars dans le projet.
La colonie artistique de Stone City avait pour but de s'ouvrir à des artistes  moins établis que ceux qui se réunissaient dans es colonies d'artistes de Woodstock ou de Santa Fe, et permettant aux artistes du Midwest d'avoir à leur disposition une résidence d'études plus facilement accessible. Les résidents habitaient dans des roulottes décorées par eux, Adrian Dornbush dans l'ancien château d'eau du domaine de John Green,. Grant Wood fit entrer plus tard plusieurs artistes de la colonie au Public Works of Art Project (renommé ensuite en Civil Works Administration) dont il s'occupait pour l'État de l'Iowa à l'époque du New Deal. Ceux-ci peignirent plusieurs fresques pour l'administration à l'époque de la Grande Dépression, comme dans des bureaux de poste et des administrations de l'Iowa.
La colonie fut toujours confrontée à des problèmes financiers et mit fin à ses activités à l'automne 1933, vendant ses maigres biens pour rembourser ses dettes, même si les enseignants ne se faisaient pas payer.

## Enseignants de la colonie artistique de Stone City
- Adrian Dornbush, directeur de la colonie et enseignant en peinture
- Edward Rowan, conférencier et conseiller pour la colonie
- Grant Wood, enseignant en peinture
- Arnold Pyle,  encadreur et instructeur
- David McCosh, enseignant en peinture et en lithographie
- Francis Chapin, lithographe
- Florence Sprague, enseignante en sculpture
- Marvin Cone, enseignant en dessin
- Jefferson Randolph Smith, chargé des finances, époux de Florence Sprague et fils du bandit Soapy Smith[4]

## Étudiants
- Lee Allen (1910-2006)
- Isabel Bloom (1908-2001)
- Conger Metcalf (1914-1998)
- Daniel Rhodes (1911-1989)
- John Bloom (1906-2002)